# Rucksackfilter

Schematische Darstellung eines Aquariums mit Rucksackfilter

Einfache Zeichnung/Darstellung eines Huckepackfilters/Aufhängefilters

Der Rucksackfilter, auch Anhängefilter oder Huckepackfilter genannt, ist ein in der Aquaristik verwendeter Außenfilter. Er wird bei einem Aquarium einfach an eine Scheibe angehängt und entweder mit einer Tauchkreiselpumpe oder auch mit einer angeflanschten Kreiselpumpe betrieben. 
Gegenüber einem normalen Außenfilter bietet dieser Filter den Vorteil, dass er ohne Schlauchverlegung verwendet werden kann. Die verwendeten Filtermaterialien sind verhältnismäßig einfach zu wechseln. Die Filterleistung ist mit der eines Innenfilters gleicher Größe vergleichbar. Bei geschlossenen oder umkleideten Aquarien kann er zum Teil nicht angebracht werden, da man eine Aussparung zur Anbringung eines solchen Filters benötigt, deshalb ist er besser für Nano- oder kleinere Aquarien geeignet.